# أرليتي بومبي
أرليتي بومبي (بالبرتغالية: Arlete Bombe‏) (مواليد 1983، مابوتو)، هي مُمثلة موزمبيقية.

## أعمالها
| السنة | عُنوان الفيلم                     | الدور    | مُلاحظات     | مراجع |
| ----- | -------------------------------- | -------- | ----------- | ----- |
| 2019  | الفداء (بالإنجليزية: Redemption)‏ | ميا      | فيلم درامي  |       |
| 2017  | ويوانا (بالإنجليزية: Wiwanana)‏   | هي نفسُها | فيلم وثائقي |       |

## الجوائز والترشيحات
| السنة | حفل توزيع الجوائز                  | الجائزة                                                      | المُستلم للجائزة | النتيجة |
| ----- | ---------------------------------- | ------------------------------------------------------------ | --------------- | ------- |
| 2019  | جوائز الأكاديمية الأفريقية للأفلام | 'جائزة الأكاديمية الأفريقية للأفلام لأفضل ممثلة في دور مساعد | هي نفسُها        | رُشِّح     |

## روابط خارجية
أرليتي بومبي على موقع IMDb (الإنجليزية)